# Zoologická zahrada a botanický park Ostrava
Zoologická zahrada a botanický park Ostrava se nachází v ostravské Stromovce na území městského obvodu Slezská Ostrava, převážně v části Slezská Ostrava, na severu s přesahem do části Heřmanice. Je členem Unie českých a slovenských zoologických zahrad, členem Unie botanických zahrad České republiky, Evropské asociace zoologických zahrad a akvárií a Světové asociace zoologických zahrad a akvárií. Svou rozlohou 100 hektarů je druhou největší zoologickou zahradou v Česku (po chomutovské).

## Historie

### Počátky
Podrobné informace o historii Zoologické zahrady v Ostravě je možné nalézt v knize 50 let Zoo Ostrava či 60 let Zoo Ostrava.
V červenci 1947 projednala odborová organizace a závodní rada dolu Zárubek návrh na vybudování Parku oddechu. Ten se měl nacházet na pozemcích OKD v Kunčičkách o celkové rozloze 6,5 ha. Na území mezi Starou a Jubilejní kolonií mělo být kromě parku postaveno také koupaliště. Park byl založen rozhodnutím závodní rady 4. února 1948 a hned 15. února 1948 byl ustaven Pracovní výbor pro zřízení sadu a koupaliště v Kunčičkách v čele s Ing. arch. E. Galuzskou.
Prakticky celý park byl vybudován formou brigád, kterých se zúčastnili pracovníci dolů Zárubek a Alexander, dále obyvatelé Kunčiček a zbytku Ostravy. Připojila se také školní mládež. V roce 1948 bylo postaveno prvních 600 metrů škvárových cest a začala výstavba přírodního amfiteátru. Roku 1949 se začaly stavět dva tenisové kurty a volejbalové hřiště. V červenci téhož roku bylo za přítomnosti tehdejšího primátora Josefa Kotase slavnostně otevřeno dětské brouzdaliště. Na podnět Bohumila Vítka, který stál u zrodu myšlenky vytvoření parku v roce 1947, se v parku objevila první zvířata. Jednalo se o srnce a dvě srny, pět bažantů, několik pávů a další ptactvo. Jejich prvním ošetřovatelem byl právě Bohumil Vítek.
Na jaře 1950 došlo k postavení bažantí voliéry (56 m²), ptačí voliéry a skleníku (24 m²) pro zimování ptactva. Dne 9. července téhož roku byla otevřena hotová sportoviště a ke Dni horníků byl dokončen přírodní amfiteátr s elektrickým osvětlením.
Rok 1951 byl pro budoucí zoologickou zahradu klíčový. V lednu navštívili Ostravu pracovníci Ministerstva informací a osvěty, kteří sondovali možnost založení řádné zoologické zahrady. Ačkoliv se o její existenci vedly v Ostravě různé diskuze a městští úředníci počítali s jinou variantou, bylo při další návštěvě pracovníků ministerstva doporučeno zahájit výstavbu zoo. Delegaci z Prahy tentokrát doplnili také odborníci z pražské zoo a Národního muzea. Součástí doporučení byl také úkol vyhledat vhodnou lokalitu pro výstavbu definitivní zoologické zahrady.
Na 83. řádné schůzi rady Jednotného národního výboru v Ostravě (JNV), která se konala dne 15. června 1951, bylo doporučeno, aby plenární zasedání JNV schválilo převzetí zoologické zahrady v Kunčičkách do trvalé správy a údržby, a to se zpětnou platností od 1. května 1951. Na 11. řádném plenárním zasedání JNV konaném 26. října 1951 bylo doporučení rady přijato (usnesení číslo 371.5.-11.651-VII/1). Toto datum je oficiálním datem zřízení ostravské zoo. Dne 15. července 1951 byl Park oddechu přejmenován na Hornický sad Maxima Gorkého.
Areál v Kunčičkách se stále doplňoval o inženýrské sítě a další stavby. Nejvýznamnější z nich byl medvědinec, který obýval párek medvědů hnědých darovaných pražskou zoo. Medvědinec byl klecového typu; ke dvěma výběhům přiléhala zděná ubikace se čtyřmi boxy. Dalšími stavbami byly dřevěné stáje pro koně a poníky, šestidílná ptačí voliéra a bažantí voliéra. Postupně byly vybudovány klece pro mývaly, veverky a lišky, dále voliéry pro papoušky a kanáry a další ptáky a holubník.
V roce 1952 byla u osvětové komise JNV zřízena subkomise pro zoo, jejímž předsedou byl zvolen Bohumil Vítek. Ten pracoval v Komunálních službách a sadech města Ostravy. Pod tento podnik ostravská zoo, ve které v té době pracovalo šest lidí, spadala. V areálu bylo upraveno 370 metrů cest, postaveno 540 metrů drátěného plotu a začala stavba kotců pro malé šelmy.
Roku 1953 byl postaven lvinec a zookuchyně se skladem krmiv. V témže roce subkomise zjistila, že pro plánované koupaliště není dostatek vody, proto bylo vyhloubené místo použito jako rybník pro vodní ptactvo. Usnesením rady JNV číslo IV/3-381.6.-53/Mič. ze dne 22. května 1953 byla zoologická zahrada deklarována jako samostatně rozpočtující a hospodařící kulturně-osvětové zařízení JNV. Jejím ředitelem byl jmenován Bohumil Vítek, který ji dosud řídil jako vedoucí. V tomto roce byly uvažovány čtyři lokality pro přesun zoo – Stromovka, Bělský les, Radvanice a Vřesina. Komise odborníků doporučila Stromovku pro její výhody – členitý terén, rozmanitý lesní porost, dostatek povrchové vody i vybudovaný vodovod, dobré dopravní podmínky a předpoklady pro krmivovou základnu. Zoologická zahrada v Ostravě je díky svým 100 ha plochy druhá nejrozlehlejší zoo v Česku (po Zooparku Chomutov, který se rozkládá na ploše 112 ha).

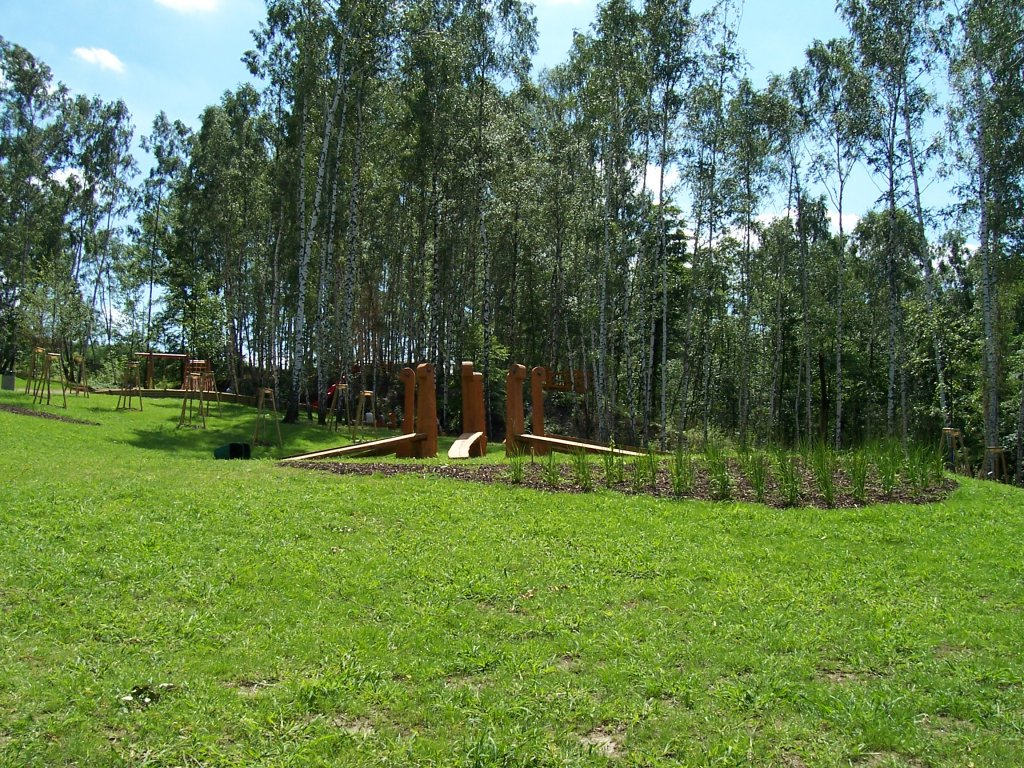
Sluneční louka

V roce 1954 byly dokončeny toalety pro návštěvníky, hudební pavilon, dětský koutek a pokladna. Ke Dni horníků byl otevřen rybník vodního ptactva (900 m2). Bylo také dokončeno oplocení areálu. O rok později byly otevřeny expozice akvárií a exotického ptactva, postaveny ubikace pro opice, klokany, prasata divoká a lamy guanako. Pro vzdělávací účely sloužila dřevěná klubovna s knihovnou. Zoo v té době zaměstnávala již 17 lidí.
Dne 30. ledna 1956 byl zpracován návrh pro odbor kultury Krajského národního výboru a Ministerstvo kultury na přemístění zoo z Kunčiček do Stromovky. Náklady měly dosáhnout 287 tisíc Kčs. V říjnu bylo dovezeno mládě slona indického „Pepík“, které se stalo největší atrakcí zoo.
Rok 1957 byl pro zahradu příznivý z hlediska materiálního – zoo získala vlastní nákladní automobil Škoda 806-RS, promítací přístroj, magnetofon, fotoaparát a epidiaskop.
Do roku 1960 již nebyla prováděna výstavba žádných stabilních staveb a vše se chystalo na přesun do nové lokace. V únoru 1960 začalo stěhování ptáků a malých šelem, jako poslední byli na podzim přestěhováni medvědi.

### Nová zoo ve Slezské Ostravě

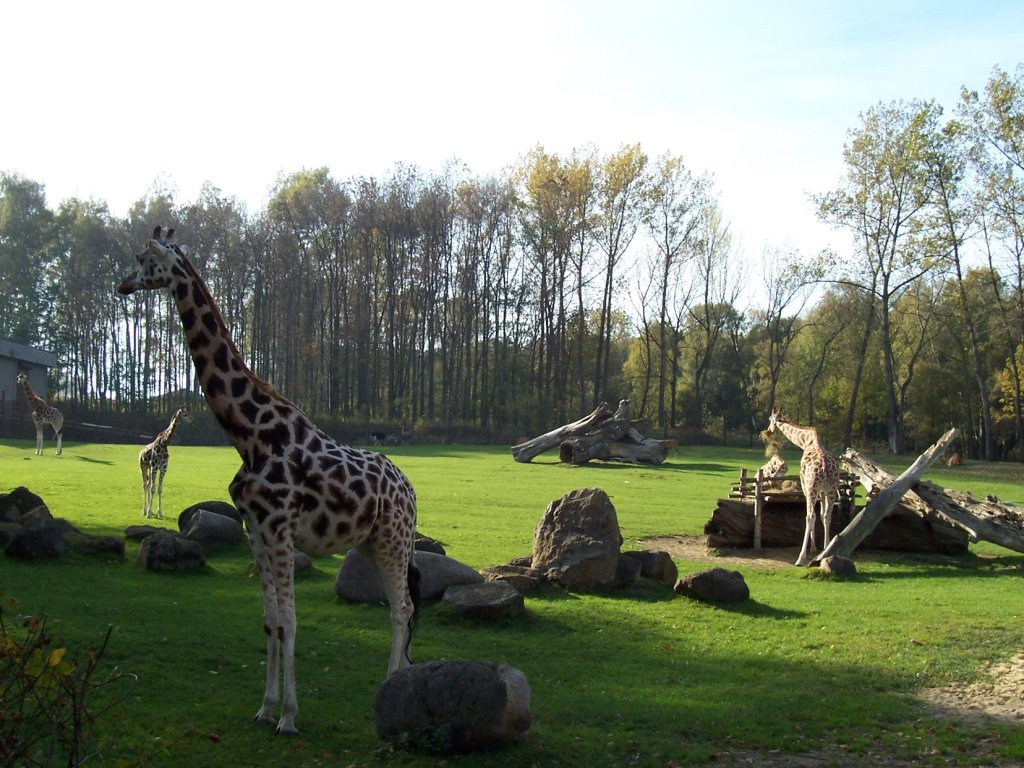
Výběh žiraf

Rozestavěný areál byl veřejnosti poprvé zpřístupněn 1. května 1960. Zvířata byla umístěna v provizorních podmínkách a s příchodem zimy byla přestěhována do vytápěného skladu v hospodářské části. Od 1. prosince 1960 byla zoo pro veřejnost opět uzavřena. V tomto roce vybudoval Dopravní podnik Ostrava u zoo trolejbusovou smyčku.

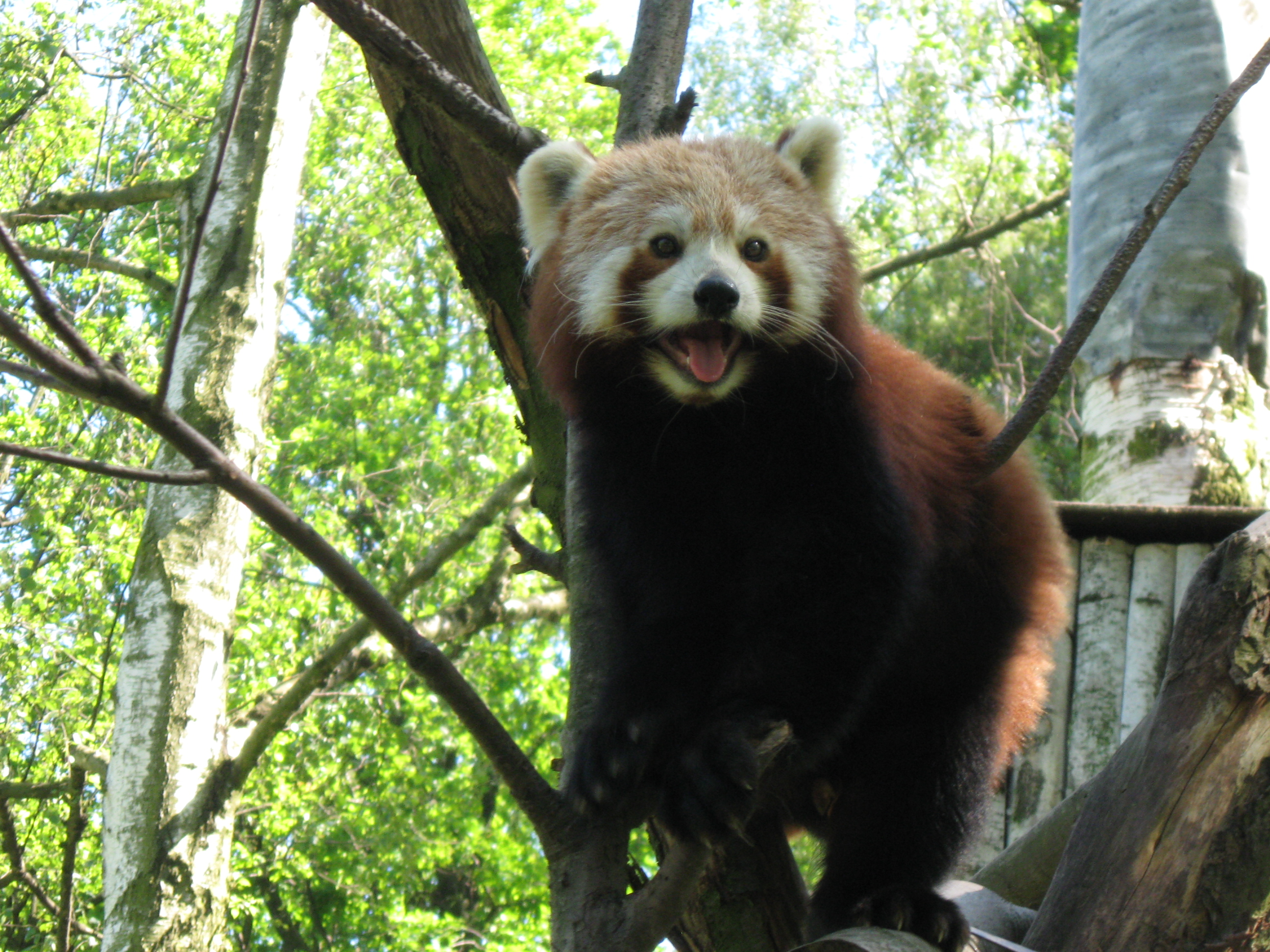
Panda červená

V letech 1961–1970 došlo k vytvoření základního návštěvnického okruhu a dobudování základních hospodářských budov. Mezi nová chovná zařízení z té doby patří medvědinec, pavilon velkých kočkovitých šelem, pavilon slonů a pavilon primátů. Nově vybudovány byly výběhy pro rysy, šimpanze a velké jeleny. V noci z 30. na 31. ledna 1964 zahynul pádem do příkopu slon Pepík. Rys ostrovid byl od roku 1965 systematicky chován a stal se erbovním zvířetem ostravské zoo. V tomto roce byla ze SSSR dovezena řada nových druhů, jako plameňák růžový, berneška rudokrká, jeřáb panenský a jeřáb popelavý. V prosinci získala zoo pár jaguárů výměnou za 76 ptáků a 30 savců. Vyjádřeno v penězích se jednalo o výměnu v hodnotě 6500 DM.

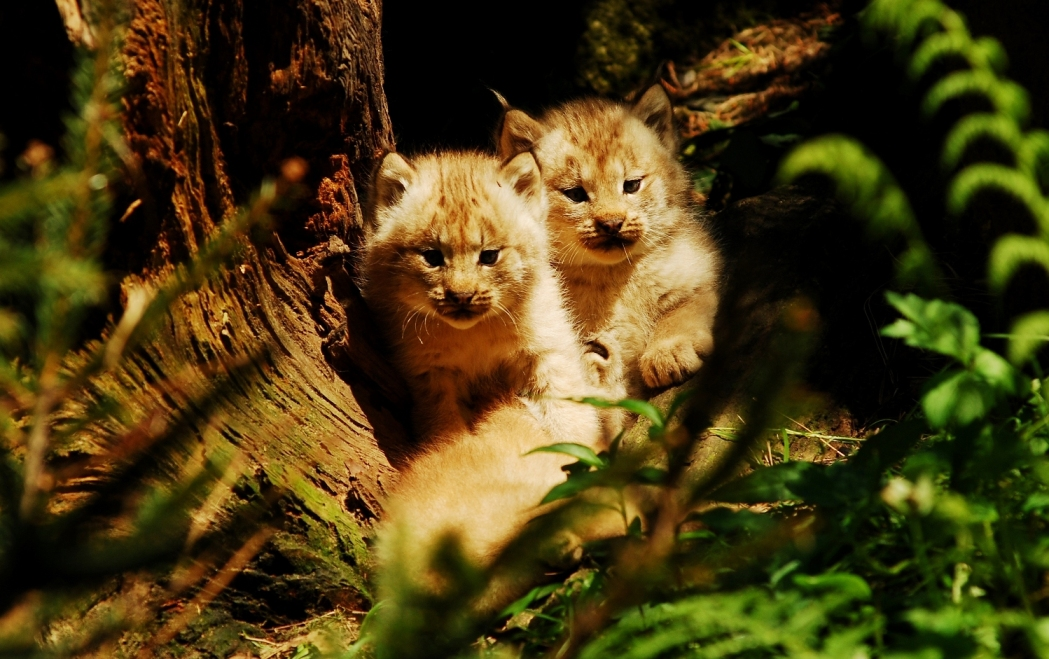
Dvojice mladých rysů

V sedmdesátých letech 20. století došlo k intenzivní investiční výstavbě. Zlepšily se služby návštěvníkům, mj. otevřením parkoviště a samoobslužné restaurace. Zoo získala nové druhy zvířat a u mnoha z nich se jí podařilo odchovat mláďata. Jednalo se např. o wapiti východního, tapíra jihoamerického, tapíra čabrakového a jelena lyrorohého, což byly v Československu prvoodchovy. V roce 1972 začala generální oprava medvědince, která skončila o dva roky později. V roce 1980 byla v pavilonu primátů zahájena výměna mříží za bezpečnostní sklo. V prosinci byl dovezen pár rysa červeného, ale mláďat se zoo dočkala až v roce 1990.V osmdesátých letech 20. století došlo k radikálnímu omezení investic a byly dokončeny jen rozestavěné objekty (výběh dikobrazů, přístavba správní budovy, čistička odpadních vod, výukové středisko, pavilon malých šelem, pavilon vodních ptáků a pavilon žiraf a afrických kopytníků). Podařilo se odchovat mláďata plameňáka kubánského, bernešky havajské, labutě trubače, jeřába královského, hulmana posvátného, medvěda syrského, rysa červeného a levharta cejlonského. Atraktivní součástí zoo jsou od roku 1987 žirafy Rothschildovy.
V devadesátých letech došlo k celkové modernizaci zoo, která se týkala jak návštěvnické části, tak i technického zázemí. V roce 1990 se Zoo Ostrava stala členem Unie českých a slovenských zoologických zahrad a v březnu 1996 jí bylo na doporučení této organizace uděleno plné členství v Evropské asociaci zoologických zahrad a akvárií (EAZA). V červnu 1996 byla Radě města Ostravy předložena Koncepce rozvoje p. o. Zoo Ostrava do roku 2005 odpovídající podmínkám členství v Unii českých a slovenských zoologických zahrad i současnému trendu poslání zoologických zahrad (udržení genofondu a biodiverzity při maximálně možném zapojení do mezinárodních a národních projektů ochrany populací ohrožených druhů).

## Současnost
V prvních letech nového tisíciletí pokračovala výstavba nových expozic (pavilon slonů, voliéry ptáků Tibetu a Číny, expozice pro pandy červené, Čitván – expozice pro medvědy a hulmany, ale také expozice pro domácí zvířata), a to zejména díky finanční podpoře zřizovatele zoo statutárního města Ostrava. Byla provedena plynofikace a postaveno několik čističek odpadních vod včetně kanalizace. Současně s výstavbou nových expozic proběhla demolice starého skleníku, letní restaurace nebo voliér ptáků u hlavní cesty. Starší expozice, které odpovídají přísným standardům na chov zvířat, byly zestetizovány a zpřístupněny handicapovaným návštěvníkům, nové jsou stavěny bezbariérově. Celý areál byl postupně doplněn i o prvky s Braillovým písmem.
V březnu 2011 byl otevřen zrekonstruovaný pavilon hrochů. Od dubna 2013 mají návštěvníci možnost občerstvit se v restauraci Saola, která je součástí nového Návštěvnického centra; v červnu téhož roku byla otevřena nová průchozí voliéra s papuánskými druhy ptáků. V zadní části zoologické zahrady byly návštěvníkům od července 2014 zpřístupněny nové prostory formou safari. Na ploše cca 6 ha tak mohou návštěvníci při projížďce vláčkem pozorovat zvířata z bezprostřední blízkosti. Zatím největší stavbou v historii zoo se stala přestavba bývalého pavilonu vodních ptáků na Pavilon evoluce – v pavilonu je cca 200 zvířat v asi 25 druzích – který byl pro veřejnost otevřen v dubnu 2015. Ve stejném roce byl také otevřen nový vstupní areál a expozice Pevninské ostrovy a Mokřady.
V roce 2011 se zde narodila dvě slůňata jako první živě narozená slůňata v rámci českých a slovenských zoologických zahrad – 11. března sameček a 12. dubna samička. Sameček ale 6. května 2011 uhynul na celkovou sepsi a následné selhání oběhového systému.

### Botanický park
Areál zoo tvoří tzv. Velký ostravský les rozkládající se severovýchodně od centra Ostravy v nadmořské výšce 260 m n. m. Jeho celková rozloha je bezmála 92 hektarů. Lesní porosty tvoří 71 hektarů, vodní plochy 4 hektary a zbytek připadá na louky, pole a stavby. Bylo zde zjištěno přibližně 450 druhů planě rostoucích rostlin. Nejvýznamnějšími z nich jsou buky lesní, jejichž stáří je odhadováno na 150 let. Některé exempláře mají obvod 350 cm a nejstarší z nich dokonce 474 cm. Dále byly vybudovány nové hrací prvky a odpočívadla – Ptačí louka, Sluneční louka, Hřiště u slona a Altán. Součástí botanického parku je i expozice Mokřady, která se nachází pod výběhem afrických kopytníků v blízkosti zastávky safari expresu. Otevřena byla 7. října 2015 a jsou zde k vidění modely českých plazů a obojživelníků v nadživotní velikosti.  V areálu ostravské zoo roste téměř 6000 exemplářů rododendronů v Rododendron parku v asi 250 druzích a kultivarech.
V roce 2018 botanický park dostal své místo v názvu zoo, když se příspěvková organizace z původního Zoologická zahrada Ostrava přejmenovala na: Zoologická zahrada a botanický park Ostrava.

### Naučné stezky v Zoo Ostrava
V souladu s koncepcí postupné botanizace zoo jako přídavné hodnoty zoologické zahrady, byly zpřístupněny čtyři naučné stezky v Zoo Ostrava (Cesta vody, Cesta stínů, Cesta lesa a Cesta Mokřady).

## Ochrana přírody
Zoo Ostrava se podílí na ochraně přírody ex situ i in situ. 
Zoo je hlavním partnerem záchranného programu The Kukang Rescue Program. Jedná se o česko-indonéský záchranný in situ program působící v Indonésii v provincii Severní Sumatra, který vznikl v roce 2014 z iniciativy českých ochránců přírody Františka Příbrského (ze Zoo Ostrava) a Lucie Čižmářové (ze Zoo Olomouc). Program vznikl primárně z důvodu snahy o ochranu outloňů váhavých (Nycticebus coucang) a outloňů sumaterských (Nycticebus hilleri). Na záchranném programu se podílí tým zoologů a ochránců přírody. Věnuje se však také vzdělávání a podpoře místních komunit.
V roce 2018 vznikla ve spolupráci Zoo Ostrava a The Kukang Rescue Program unikátní česká ochranářská kampaň Ukradená divočina. Cílem kampaně je šířit osvětu o nepříliš známých faktech nelegálního využívání a obchodování s divokými zvířaty, jejich částmi a výrobky z nich především v Česku, ale i jinde v Evropě (tzv. „wildlife trafficking“).

## Chov hrochů
Hroch obojživelný je od roku 2004 erbovním zvířetem Zoo Ostrava. Je zde nepřetržitě chován již od roku 1967. V roce 2006 byla ostravská zoo pověřena vedením Evropské plemenné knihy tohoto zvířete (ESB). První vydání této knihy bylo publikováno v červenci 2007.
V listopadu roku 2016 zoo po dohodě s koordinátorem evropského chovu a v souladu se strategií Evropské asociace zoologických zahrad a akvárií (EAZA Population Management) utratila 39letou hrošici, která se zde v roce 1977 narodila a jež porodila 22 mláďat.
Hroch Honza se v roce 2013 stal nejstarším hroším otcem na světě. Na konci roku 2018 musel být z důvodu prudkého zhoršení zdravotního stavu utracen.

## Technické údaje

### Vytápění
Před dokončením plynofikace na jaře 2011 byly energeticky nejnáročnější objekty v areálu zoo (např. pavilon indických zvířat, opic, hrochů, papoušků, výukové centrum apod.) vytápěny elektrickou energií. Výjimkou byl pavilon slonů vytápěný propan-butanem. Přechodem na plynové zdroje ještě v témže roce klesla spotřeba elektřiny o téměř 20 %.
V pavilonu Tanganika je vytápění a ohřev vody v hroším bazénu zajišťován dvěma kotli na dřevní pelety. Pěstební skleníky dendrologického oddělení jsou od roku 2020 vytápěny 250kW kotlem na dřevní štěpku. Výhodou Zoo Ostrava je velikost areálu, který je permanentním zdrojem dřevní hmoty, přičemž zoo je vybavena potřebnými technickými prostředky na její zpracování a manipulací s ní (štěpkovač, nakladač, traktor).

## Ekonomické údaje

### Návštěvnost
Ostravská zoo je po průmyslovém areálu Dolní Vítkovice druhým nejnavštěvovanějším turistickým cílem Moravskoslezského kraje. Vlivem polohy v blízkosti hranic s Polskem tvoří polská klientela až 40 % celkové návštěvnosti zoo. Nejvyšší počet návštěvníků přivítala zoo v roce 2019, a to 580 tis., což bylo o cca 120 tis. více než v roce 2021, kdy byla zoo z důvodu pandemie covidu-19 veřejnosti uzavřena po dobu 101 dní. Mimořádný byl rok 2011, kdy se díky narození dvou slůňat (Sethi a Rashmi) a obrovskému zviditelnění zahrady zvýšila návštěvnost oproti předchozímu roku o 50 %. V případě Sethi se jednalo o vůbec první živě narozené slůně v historii českých zoologických zahrad. Půlmilionová návštěvnost byla poprvé překonána v roce 2014 zásluhou velmi příznivého počasí, narození třetího mláděte slona indického (nepojmenováno) a rozsáhlou kampaní na propagaci botanické části zahrady. Od roku 1959 branami zoo prošlo již přes 22 mil. návštěvníků (údaj platný ke konci roku 2021). Průměrná roční návštěvnost za desetileté období 2012 až 2021 činila 491 tis. osob. Nejvyšší měsíční návštěvnosti ve výši 119 tis. bylo dosaženo v září 2020, kdy vstupné bylo zdarma a ušlý zisk kompenzoval Moravskoslezský kraj v rámci ojedinělého projektu na podporu turismu.
| Rok  | Návštěvnost |
| 2002 | 313,2       |
| 2003 | 307,0       |
| 2004 | 299,5       |
| 2005 | 337,3       |
| 2006 | 309,1       |
| 2007 | 329,7       |
| 2008 | 363,9       |
| 2009 | 358,9       |
| 2010 | 328,6       |
| 2011 | 499,4       |
| 2012 | 434,7       |
| 2013 | 430,9       |
| 2014 | 540,5       |
| 2015 | 490,2       |
| 2016 | 509,3       |
| 2017 | 507,0       |
| 2018 | 537,4       |
| 2019 | 580,1       |
| 2020 | 419,5       |
| 2021 | 462,1       |

Rok 2011 je pozoruhodný také z toho důvodu, že bylo zavedeno účtování vstupného dle sezóny. Hlavní sezóna trvá od začátku dubna do konce října, přičemž v tomto období je realizováno přibližně 85 % všech návštěv.  
V roce 2023 byla rekordní návštěvnost 612 455 návštěvníků.

### Provozní náklady
Celkové výnosy Zoo Ostrava v roce 2019, kdy provoz zahrady nebyl ovlivněn opatřeními v souvislosti s nemocí covid-19, činily 143,6 mil. Kč, z čehož částka 67,6 mil. Kč (tj. 47 %) představuje výnosy vlastní činností, které byly z 80 % tvořeny tržbami ze vstupného a z 20 % tržbami za poskytované služby (např. pronájmy, reklamní činnost, parkovné, prodej zboží, jízdné vláčkem aj.). Neinvestiční příspěvek (především zřizovatele) činil 70,6 mil. Kč. Od dárců zahrada získala 2,3 mil. Kč. 
Na zabezpečení řádného provozu a fungování zoologické zahrady byly ve stejném roce vynaloženy finanční prostředky v celkové výši 141,2 mil. Kč. Největší nákladovou položkou v rozpočtu zoo byly osobní náklady (46 %) při počtu 136 zaměstnanců. Například krmivo bylo pořízeno za 8,8 mil. Kč (6 %) a energie za 10,5 mil. Kč (7 %).
Procento soběstačnosti vypočítané z podílu vlastních výnosů (zvýšených o dary) a celkových provozních nákladů bylo v roce 2019 ve výši cca 50 %. Schopnost samofinancovatelnosti Zoo Ostrava se na této úrovni pohybuje dlouhodobě.

### Investice
Nejdůležitějším zdrojem investic pro ostravskou zoologickou zahradu je její majitel a zřizovatel – statutární město Ostrava. Další investiční prostředky jsou získávány z vlastních zdrojů či ve formě příspěvků Moravskoslezského kraje. V letech 2010 až 2022 prošla ostravská zoo výraznou proměnou díky realizaci řady investičních projektů splňujících přísná mezinárodní kritéria pro chov zvířat a podporující jejich přirozené potřeby a projevy. Z pohledu návštěvníků k nejzajímavějším projektům patřily:
Pavilon Tanganika (otevřen 2011, náklad 37,4 mil. Kč) – rekonstrukce pavilonu hrochů s cílem snížit energetickou náročnost původního pavilonu i zatraktivnit celé chovné zařízení. Projekt zahrnoval mimo jiné výměnu střechy, celkové zateplení stavby a změnu vytápění objektu (přechod z elektrického vytápění na vytápění dřevěnými peletkami). Vytvořen byl rovněž jednoduchý systém filtrace vody v bazénu hrochů, čímž se zvýšila kvalita vody a snížil zápach (před tím bylo nutné bazén 2x týdně vypouštět a čistit). V novém pavilonu se také objevily nové druhy afrických zvířat – krokodýli štítnatí a ryby z jezera Tanganika.
Pavilon evoluce (2015, 143 mil. Kč) – přestavbou pavilonu vodních ptáků vznikl moderní chovatelský komplex nabízející pohled na život v deštném pralese západní Afriky. Nosným druhem pavilonu je šimpanz učenlivý. Pavilon je propojen s venkovní voliérou (10 500 m3), která umožnila chov vícečlenné skupiny těchto primátů. Pavilon evoluce je nejnákladnější a největší stavbou v celé historii zoo.
Expozice Wanderu a Vadtha ni - chrám gibonů (2022, 126 mil. Kč) – vybudován byl chovný a expoziční objekt s přírodním venkovním výběhem pro makaky lví. Expozici Vadtha - ni obývají giboni bělolící a jelínci vepří a tvoří ji venkovní expoziční výběh s vnitřním dvoupodlažním zázemím. Obě expozice nabízejí návštěvníkům nový a nerušený pohled na vzácné druhy primátů, které doposud obývaly starý pavilon v malých zamřížovaných prostorách.
Safari (2014, 55 mil. Kč) – zrekonstruována byla část původního afrického výběhu s žirafami a vytvořeny byly dva zcela nové výběhy pro asijské kopytníky (celková plocha 6 ha). Celou prohlídku expozice návštěvníci absolvuji v safari expresu, který postupně projíždí jednotlivými výběhy.
Významnými investičními akcemi podmiňujícími další rozvoj zahrady byly také projekty zaměřené na technickou infrastrukturu, jako např. rozsáhlá elektrifikace probíhající v letech 2017–2019 (náklad 100 mil. Kč), plynofikace (10 mil. Kč, r. 2010–2011) či odkanalizování areálu zoo.

## Dopravní dostupnost

### Automobilová doprava
Pro návštěvníky jsou k dispozici tři parkoviště s celkovou kapacitou 522 míst. V červnu 2022 byla zahájena výstavba dvoupodlažního parkovacího domu, který motoristům nabídne 191 nových míst. Stavba za předpokládaných 137 mil. Kč bez DPH by měla být dokončena v roce 2023 na začátku hlavní (letní) sezóny.

### MHD
Přímo k zoo zajíždí trolejbusová linka č. 104, která jezdí od zastávky Náměstí Republiky přes centrum města. Od vlakové zastávky Hlavní nádraží je možné jet trolejbusovou linkou č. 106 s přestupem na linku č. 104 na zastávce Revírní bratrská pokladna. V letní sezóně o víkendech a státních svátcích je možné se do zoo dopravit doubledeckery vyhlídkové linky č. 88. Při zahájení provozu v roce 2021 jezdily na trase Dolní Vítkovice – Zoo Ostrava. Od roku 2022 patrové autobusy obsluhují delší trasu a nově spojují zoo s nejlidnatějšími městskými obvody Poruba a Ostrava-Jih. Ve vozech platí běžný tarif ostravské MHD. Jsou zde také vedeny některé z jízd historickými vozidly.

### Turistické trasy
Trasa naučné stezky začíná u tramvajové zastávky na Černé louce a vede přes Slezskoostravský hrad na haldu Emu a k zoo.

## Ocenění

### Bílý slon za expozici roku
- 2005 – 1. místo – Pavilon slonů (v kategorii nové expozice)[36]
- 2011 – 2. místo – Čitván (v kategorii nové expozice)[37]
- 2011 – 1. místo – Na Statku (v kategorii přestavba)[37]
- 2012 – 1. místo – Papua (v kategorii přestavba)[38]

### Bílý slon za odchov roku
- 1998 – 1. místo – jaguarundi (v kategorii savci)
- 2000 – 1. místo – ara rudobřichý (v kategorii ptáci)
- 2002 – 1. místo – hrotočelec prstenčitý (v kategorii ostatní)
- 2006 – 2. místo – sup kapucín (v kategorii ptáci)
- 2008 – 1. místo – amazoňan vinorudý (v kategorii ptáci)
- 2009 – 3. místo – lemur Sclaterův (v kategorii savci)
- 2011 – 1. místo – slon indický (v kategorii savci)[37]
- 2011 – 2. místo – jehlice sladkovodní (v kategorii ostatní)[37]
- 2012 – 2. místo – daman stromový (v kategorii savci)[38]
- 2012 – 1. místo – varan papuánský (v kategorii ostatní)[38]
- 2014 – 3. místo – kočka cejlonská (v kategorii savci)[39]
- 2014 – 1. místo – žralůček okatý (v kategorii ostatní)[39]

### Další ocenění
- 2017 – 1. místo – Broukoviště v Zoo Ostrava (Dřevěná stavba roku v ČR, v kategorii Dřevěná hřiště – malá)[40]

## Fotogalerie

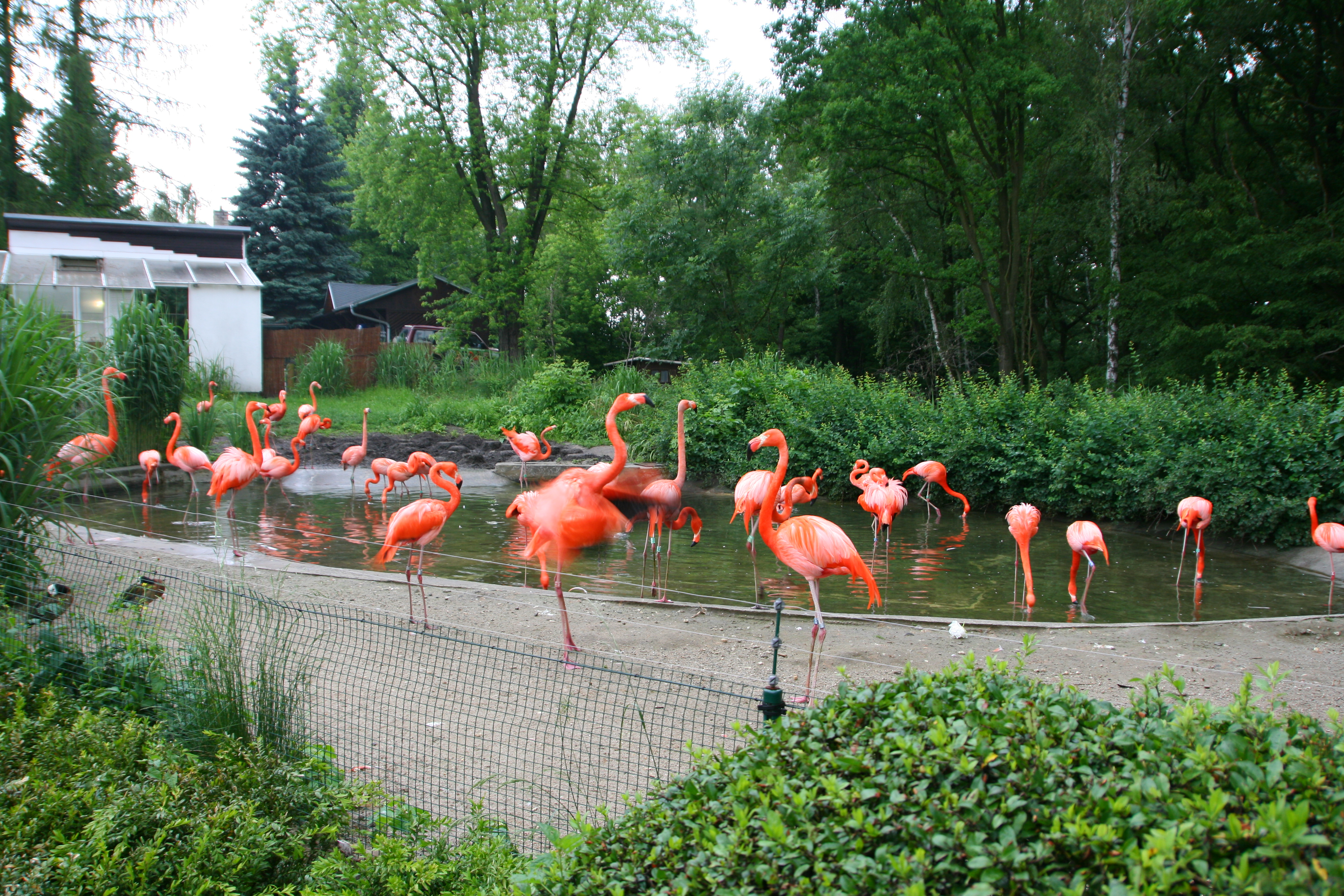
Výběh plameňáků
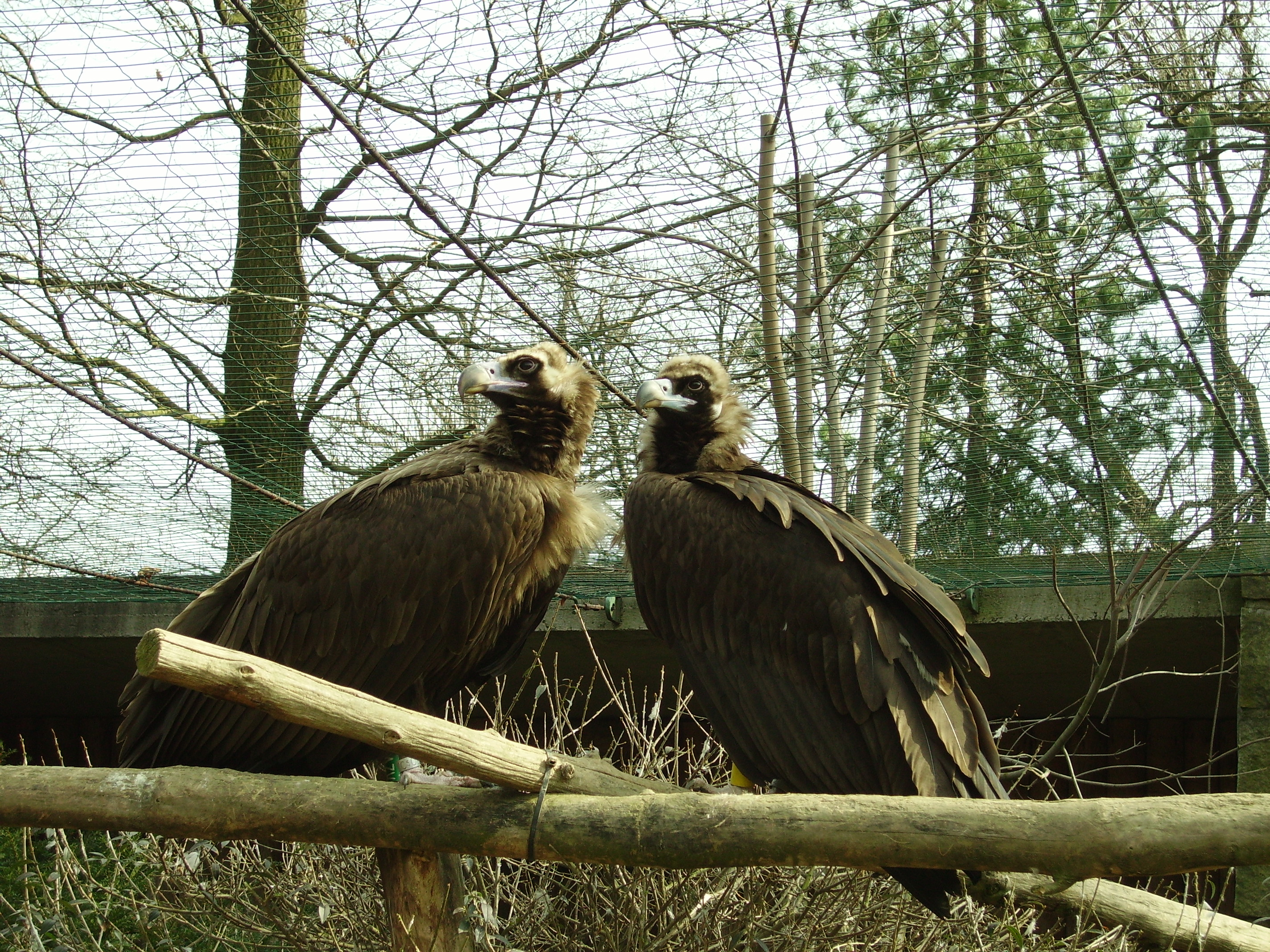
Sup hnědý
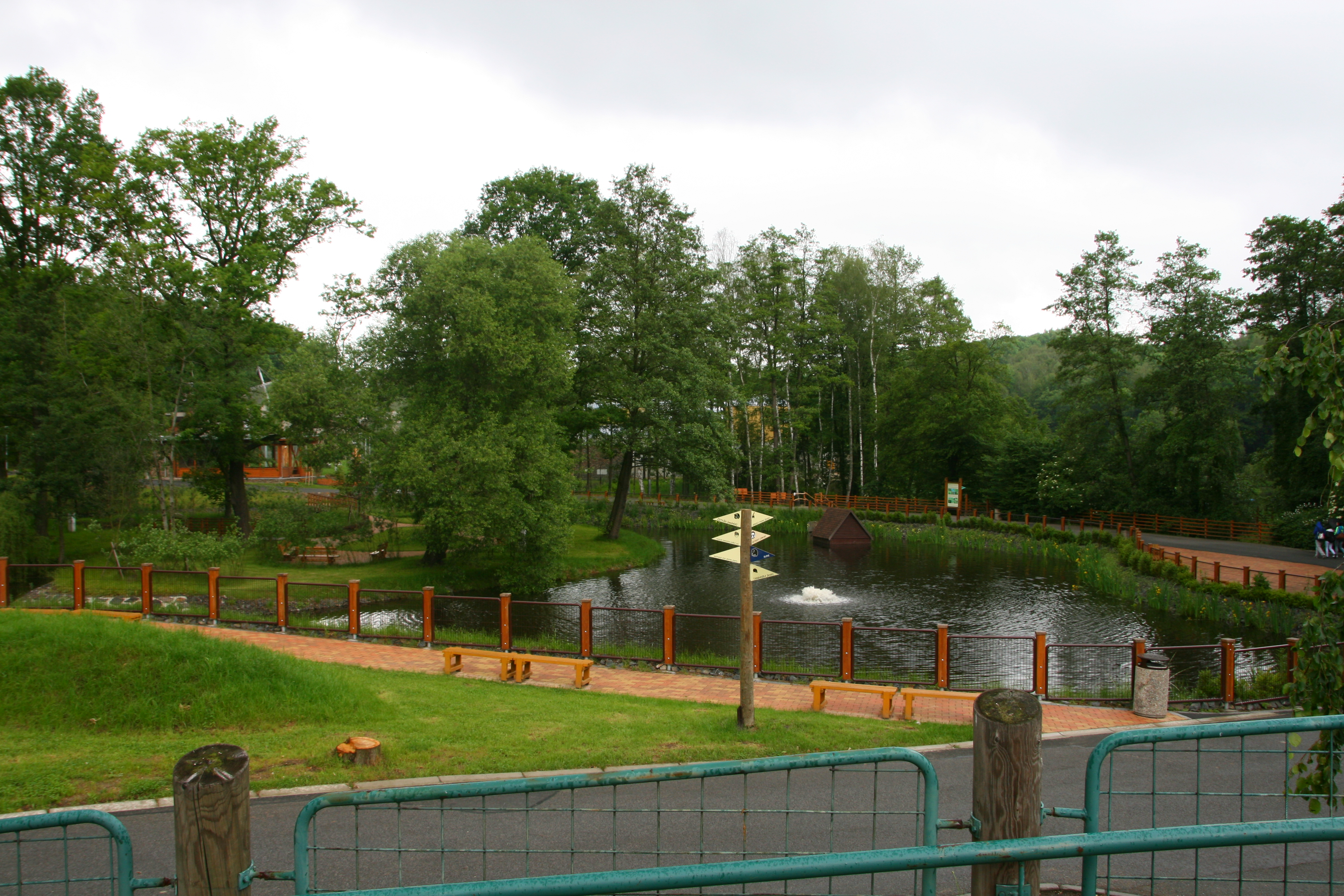
Expozice vodního ptactva
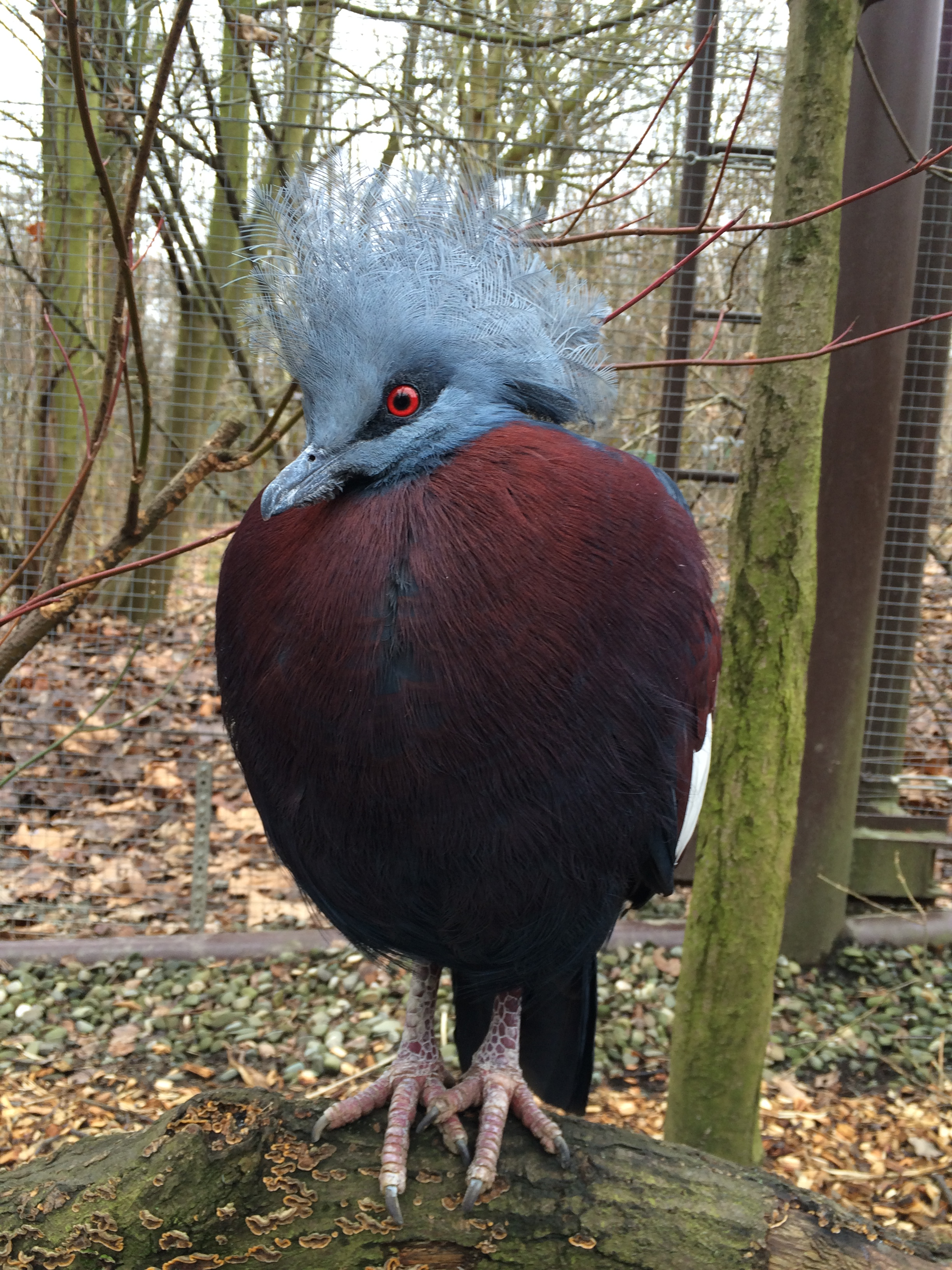
Korunáč Sclaterův
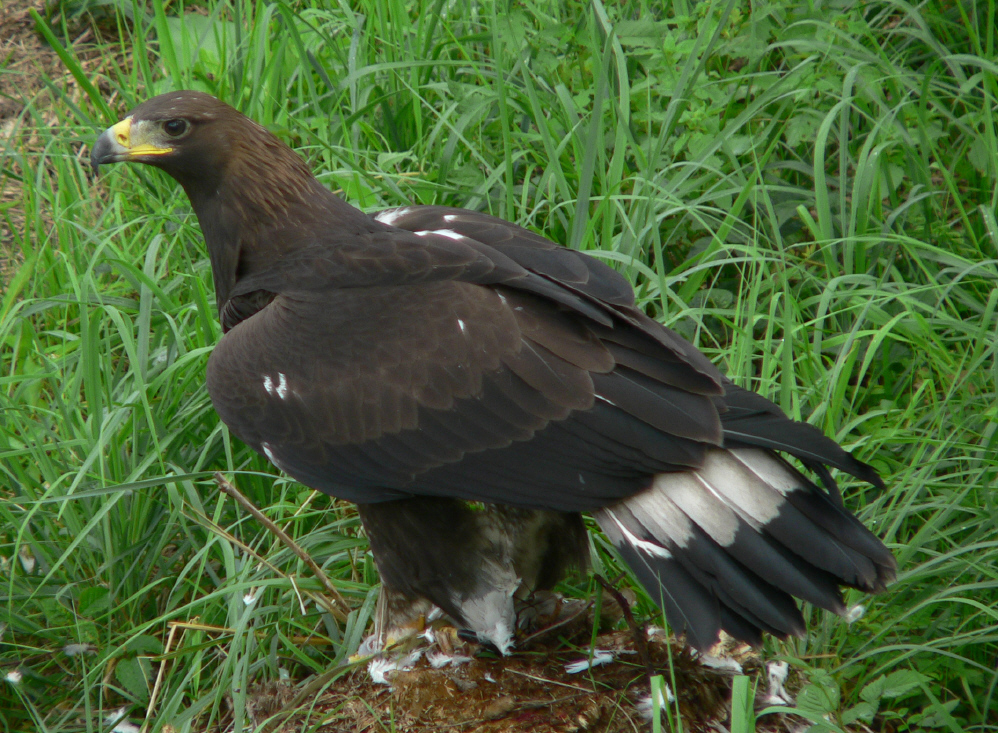
Orel skalní
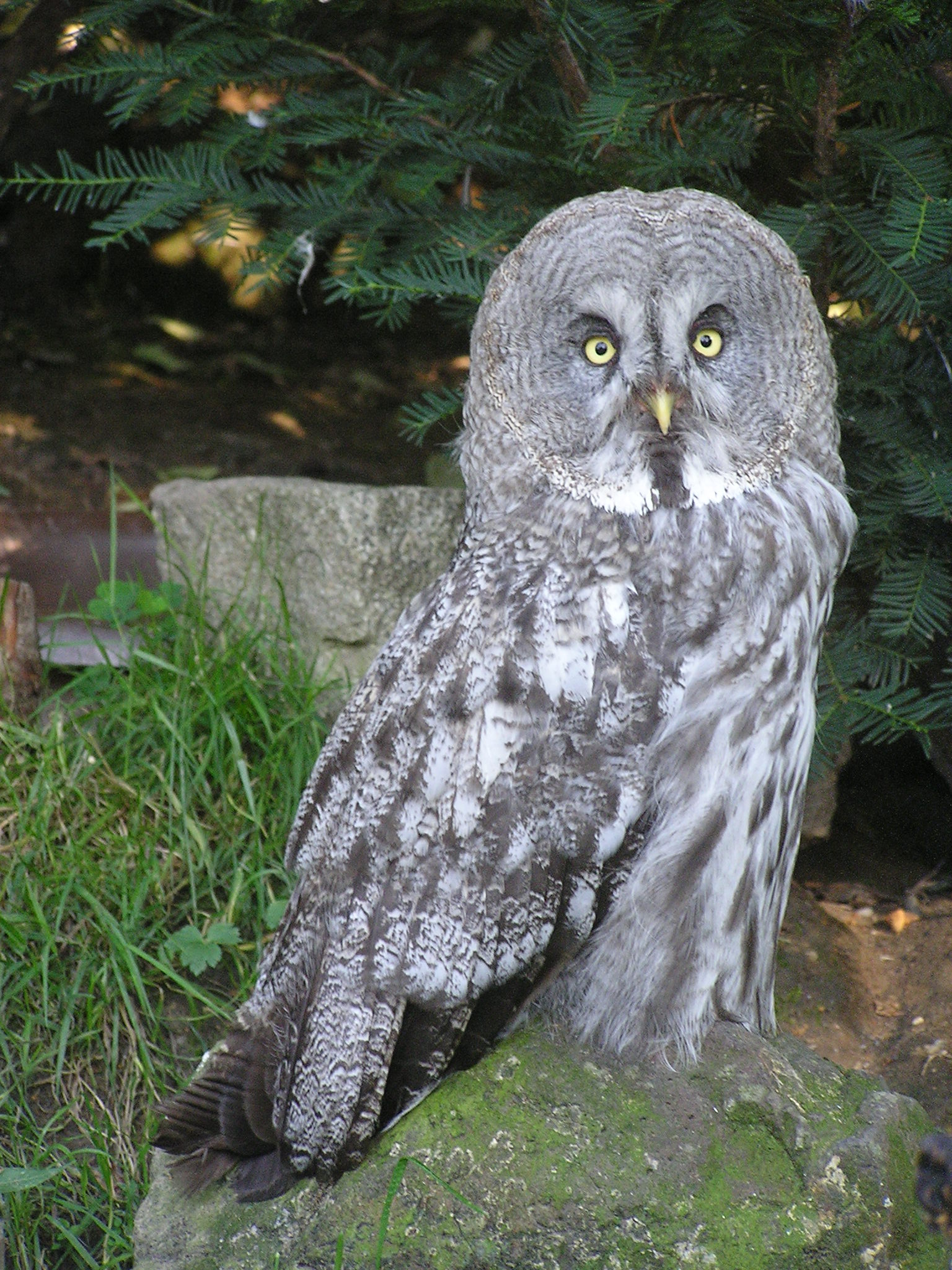
Puštík vousatý
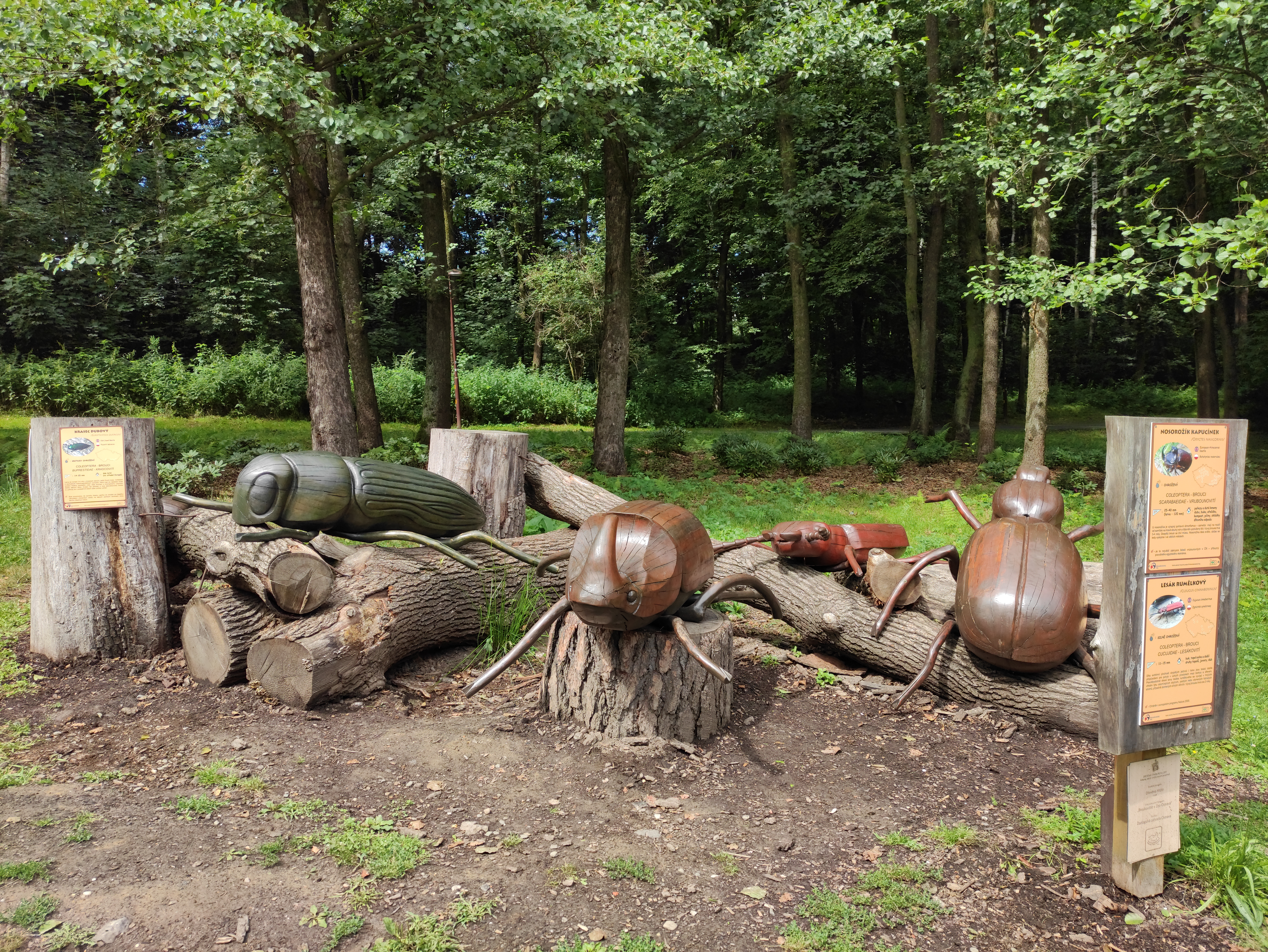
Broukoviště v Zoo Ostrava, dřevěná stavba roku 2017